# 蓼川
蓼川（たてかわ）は、神奈川県綾瀬市北東部の蓼川・厚木基地付近を源流とする二級河川である。藤沢市下土棚に入ってまもなく引地川に合流する。